# Aonidiella pothi
Aonidiella pothi är en insektsart som beskrevs av Rutherford 1914. Aonidiella pothi ingår i släktet Aonidiella och familjen pansarsköldlöss.
Artens utbredningsområde är Sri Lanka. Inga underarter finns listade i Catalogue of Life.